# Académie de la Guadeloupe
L'académie de la Guadeloupe, circonscription éducative française gérée par un recteur, regroupe l'ensemble des établissements scolaires du département d'outre-mer de la Guadeloupe et de ses dépendances, c'est-à-dire les îles de Grande-Terre, Basse-Terre, La Désirade, Marie-Galante, et l'archipel des Saintes, auxquelles sont adjointes les collectivités d'outre-mer de Saint-Martin et Saint-Barthélemy.

## Historique
L'académie de la Guadeloupe a été créée à compter du 1er janvier 1997, par éclatement de l'académie des Antilles et de la Guyane, elle-même créée par décret le 21 juin 1973. Cette scission est le résultat d'une importante grève lycéenne débutée en novembre 1996 en Guyane et de quatre journées d'émeutes dans ce département. À la suite de la visite à Cayenne du ministre de l'Éducation nationale, François Bayrou, et du ministre de l'Outre-Mer, Jean-Jacques de Peretti, la décision est prise pour calmer les tensions – et sur fond de revendication de longue date d'autonomie de la part du vice-rectorat de la Guadeloupe – de créer au 1er janvier des académies distinctes pour les trois départements français d'outre-mer avec l'accord du Premier ministre Alain Juppé. Le rectorat de la Guadeloupe est ainsi créé par décret no 96-1147 du 26 décembre 1996.
Le siège actuel du rectorat est situé aux Abymes (un nouveau bâtiment est en construction dans la ZAC de Dothémare-Providence, également Abymes, dont la livraison est prévue au premier trimestre 2015).

## Fonctionnement
En 2016, l'Académie de la Guadeloupe regroupe sous sa tutelle 310 écoles maternelles et primaires, 91 collèges et lycées, pour un total de 49 410 écoliers, 27 634 collégiens, 19 812 lycéens encadrés par 9 683 enseignants et personnels technique, scolaire et administratif. Le budget du rectorat est de 698,5 millions d'euros pour l'année scolaire 2016-2017.

### Liste des recteurs de l'Académie des Antilles et de la Guyane de 1973 à 1997
Les recteurs de l'Académie des Antilles et de la Guyane ont été successivement :
- 1973-1976 : Jean-Pierre Lassale
- 1976-1979 : François Doumenge
- 1979-1981 : Jean-Pierre Chaudet
- 1981-1987 : Bertène Juminer
- 1987-1988 : Gabriel Catayée
- 1988-1990 : Claude Lambert
- 1990-1994 : Michel Heon
- 1994-1996 : Jean-Pierre Doumenge
- 1996-1997 : Michèle Rudler

### Liste des recteurs de l'Académie de Guadeloupe depuis 1997
- 1997-2003 : Jean-Pierre Chardon
- 2003-2005 : Serge Guinchard
- 2005-2008  : Alain Miossec
- 2008-2011 : Laurent Dever
- 2011-2014 : Stephan Martens (d)
- 2014-2018 : Camille Galap
- 2018-2020 : Mostafa Fourar (d)
- Depuis 2020 : Christine Gangloff-Ziegler (d)[4]